# Óscar Figueroa
Oscar Albeyro Figueroa Mosquera (Zaragoza, 27 aprile 1983) è un sollevatore colombiano che ha partecipato a quattro edizioni dei Giochi Olimpici, campione olimpico a Rio de Janeiro 2016, vincitore della medaglia d'argento a Londra 2012 e vicecampione del mondo nel 2006 nei pesi piuma.
Ha partecipato anche alle Olimpiadi di Atene 2004 nei pesi gallo (fino a 56 kg.) concludendo la gara al 5º posto ed alle Olimpiadi di Pechino 2008 nei pesi piuma, terminando fuori classifica per aver fallito i tre tentativi nella prova iniziale dello strappo.

## Palmarès
- Giochi Olimpici

Londra 2012: argento nei 62 kg.
Rio de Janeiro 2016: oro nei 62 kg.
- Mondiali

Santo Domingo 2006: argento nei 62 kg.
Breslavia 2013: bronzo nei 62 kg.
Houston 2015: bronzo nei 62 kg.
- Giochi Panamericani

Guadalajara 2011: oro nei 62 kg.
Toronto 2015: oro nei 62 kg.
- Campionati panamericani

Callao 2008: oro nei 62 kg.
Santo Domingo 2014: oro nei 69 kg.